# Ictiose arlequim
Ictiose arlequim (Ichthyosis Fetalis; Harlequin Fetus) é um raro distúrbio genético de pele, a mais severa forma de ictiose congênita. O nome vem tanto da expressão facial do bebê quanto da forma de diamante das escamas que lembra as fantasias de arlequim.
A sua característica principal é o engrossamento da camada de queratina na pele fetal. O recém-nascido é coberto por placas de uma pele grossa que racha e se parte. As finas placas podem esticar, repuxar a pele do rosto e distorcer, assim, as características faciais, bem como restringir a capacidade de respiração e alimentação. Crianças com ictiose arlequim precisam ser dirigidas ao tratamento neonatal intensivo imediatamente.
Devido à falta de elasticidade da pele, visto que onde deveria haver a pele normal há massivas escamas que lembram a forma de diamantes, a principal função dela, que seria a de proteger, é defasada. Por isso, a partir do momento em que a pele racha onde deveria esticar, é de fácil acontecimento a contração de infecções letais no portador do distúrbio a partir da penetração de bactérias e outros agentes contaminantes através das fissuras.
Essa manifestação tem herança recessiva, portanto os pais devem ser heterozigotos e ambos devem colaborar com o gene recessivo. A ocorrência desta patologia é muito pequena, em escala de 1:10.000.000.

## Ictiose Arlequim
Ictiose Arlequim é uma doença genética rara, muito grave, caracterizada pelo espessamento da camada de queratina que forma a pele do feto. Geralmente, os bebês que nascem com ictiose arlequim morrem poucas semanas após o nascimento ou sobrevivem no máximo até os 3 anos de idade.
Os bebês com esta doença possuem a pele grossa, que tendem a repuxar e esticar a pele, causando deformações no rosto e em todo corpo. A pele desenvolve uma aparência de armadura, com frequentes feridas devido as alterações genéticas.
As causas da ictiose Arlequim ainda não são totalmente esclarecidas, mas pais consanguíneos têm maiores chances de ter um bebê assim.

## Características da Ictiose Arlequim
As características da ictiose Arlequim incluem: pele seca, escamosa, dificuldades para se alimentar e respirar, rachaduras e feridas na pele, deformações dos órgãos do rosto (olhos, nariz, boca e orelhas), mau funcionamento da tireoide, desidratação extrema, fissuras e descamação da pele em todo o corpo. A pele esticada força que os lábios e as pálpebras a virem ao contrário.
Como a barreira protetora da pele fica alterada é frequente aparecer várias infecções devido a entrada de micro-organismos no corpo do bebê e além disso há dificuldade para respirar e para se alimentar.

## Diagnóstico de Ictiose Arlequim
O diagnóstico da ictiose Arlequim pode ser feito no pré-natal através de exames como a ultrassonografia que evidencia boca sempre aberta, restrição dos movimentos respiratórios, alteração nasal, mãos sempre fixas ou em garra, através da análise do liquido amniótico ou pela biópsia da pele do feto que pode ser feita às 21 ou 23 semanas de gestação.

## Ictiose Arlequim tem cura?
A ictiose Arlequim não tem cura mas o bebê pode receber o tratamento logo após o nascimento na UTI neonatal que é direcionado para diminuição o seu desconforto. O objetivo é o controle da temperatura e usar técnicas de hidratação da pele. São administradas doses de vitamina A sintética e, em alguns casos, podem ser realizadas cirurgias de autoenxerto de pele. Apesar da dificuldade após cerca de 10 dias alguns bebês conseguiram ser amamentados, no entanto são poucos bebês que chegam a completar 1 ano de vida.  